# Ben Treffers
Benjamin ("Ben") Treffers (Canberra, 15 augustus 1991) is een Australische zwemmer.

## Carrière
Bij zijn internationale debuut, op de Pan-Pacifische kampioenschappen zwemmen 2010 in Irvine, eindigde Treffers als vijfde op de 50 meter rugslag, daarnaast strandde hij in de series van zowel de 50 meter vrije slag als de 100 meter rugslag. Op de wereldkampioenschappen kortebaanzwemmen 2010 in Dubai eindigde de Australiër als achtste op de 50 meter rugslag, op de 100 meter rugslag werd hij uitgeschakeld in de series. Samen met Brenton Rickard, Geoff Huegill en Matt Abood eindigde hij als vijfde op de 4x100 meter wisselslag.
Tijdens de wereldkampioenschappen zwemmen 2011 in Shanghai strandde Treffers in halve finales van de 100 meter rugslag. Op de 4x100 meter wisselslag zwom hij samen met Christian Sprenger, Sam Ashby en James Roberts in de series, in de finale veroverden Hayden Stoeckel, Brenton Rickard, Geoff Huegill en James Magnussen de zilveren medaille. Voor zijn aandeel in de series werd Treffers beloond met de zilveren medaille.
In Glasgow nam de Australiër deel aan de Gemenebestspelen 2014. Op dit toernooi sleepte hij de gouden medaille in de wacht op de 50 meter rugslag, daarnaast eindigde hij als vijfde op de 100 meter rugslag. Op de Pan-Pacifische kampioenschappen zwemmen 2014 in Gold Coast eindigde Treffers als vijfde op de 100 meter rugslag.
Tijdens de wereldkampioenschappen zwemmen 2015 in Kazan behaalde de Australiër de bronzen medaille op de 50 meter rugslag, op de 100 meter rugslag werd hij in de halve finales gediskwalificeerd.

## Internationale toernooien
| Jaar | Olympische Spelen | WK langebaan                                                         | WK kortebaan                                         | PanPacs                                              | Gemenebestspelen              |
| ---- | ----------------- | -------------------------------------------------------------------- | ---------------------------------------------------- | ---------------------------------------------------- | ----------------------------- |
| 2010 |                   |                                                                      | 8e 50m rugslag 21e 100m rugslag 5e 4x100m wisselslag | 43e 50m vrije slag 5e 50m rugslag serie 100m rugslag | geen deelname                 |
| 2011 |                   | 10e 100m rugslag · 4x100m wisselslag · Treffers zwom enkel de series |                                                      |                                                      |                               |
| 2012 | geen deelname     |                                                                      | geen deelname                                        |                                                      |                               |
| 2013 |                   | geen deelname                                                        |                                                      |                                                      |                               |
| 2014 |                   |                                                                      | geen deelname                                        | 5e 100m rugslag                                      | 50m rugslag · 5e 100m rugslag |
| 2015 |                   | 50m rugslag · DSQ 100m rugslag                                       |                                                      |                                                      |                               |

## Persoonlijke records
Bijgewerkt tot en met 7 november 2014
Kortebaan
| Afstand      | Tijd  | Datum            | Plaats   |
| ------------ | ----- | ---------------- | -------- |
| 50m rugslag  | 23,61 | 7 november 2014  | Adelaide |
| 100m rugslag | 51,43 | 19 december 2010 | Dubai    |

Langebaan
| Afstand      | Tijd  | Datum        | Plaats   |
| ------------ | ----- | ------------ | -------- |
| 50m rugslag  | 24,54 | 4 april 2014 | Brisbane |
| 100m rugslag | 53,55 | 1 april 2014 | Brisbane |